# Stanisław Thun
Stanisław Marian Thun, ps. „Janusz” „Leszcz” „Malcz” „Nawrot” (ur. 19 listopada 1894 w Dzierznie Dworskim, zm. 3 sierpnia 1944 w Warszawie) – podpułkownik Wojska Polskiego, legionista, członek POW, ZWZ i Armii Krajowej.

## Życiorys
Syn obywatela ziemskiego Jana i Władysławy Zaleskiej. Uczęszczał do szkoły w Gnieźnie (1902–1904), a następnie uczył się w III Gimnazjum im. Jana Sobieskiego w Krakowie (1905–1913). Po maturze studiował krótko medycynę na Wydziale Lekarskim UJ w Krakowie, potem w Akademii Handlowej. Od marca 1911 r. był członkiem tajnej Armii Polskiej, następnie od lipca tego samego roku w PDS i Polowych Drużynach „Sokoła”.
Od 16 sierpnia 1914 r. w Legionach Polskich. W 2 pułku piechoty był dowódcą plutonu, a następnie adiutantem II batalionu. 29 września 1914 r. został mianowany chorążym piechoty. Od 30 września 1914 r. walczył na froncie karpackim. 29 października 1914 r. podczas bitwy pod Mołotkowem ciężko ranny dostał się do niewoli rosyjskiej. Przez kilka miesięcy leczył się w szpitalu w Płoskirowie. W czerwcu 1917 r. udało mu się zbiec z niewoli i w lutym 1918 r. przedostać do Galicji. Internowany w Wiedniu, potem w Witkowicach. Po uwolnieniu od kwietnia 1918 r. był dowódcą plutonu i instruktorem POW w Krakowie. Jednocześnie pracował jako urzędnik w inspektoracie zasiłkowym Centrali dla Odbudowy Galicji.
Od 1 listopada 1918 r. służył w Wojsku Polskim jako oficer ordynansowy w Komendzie Wojskowej w Krakowie, dowódca plutonu gońców bojowych 4 pułku piechoty Legionów, a następnie przeniesiony do Warszawy gdzie od 1–30 stycznia 1919 r. był adiutantem DOGen. Warszawa – gen. Edwarda Rydza-Śmigłego. Dowódca kompanii harcerskiej 2 Dywizji Piechoty Legionów. Uczestniczył w walkach z bolszewikami na froncie litewsko-białoruskim. Od września 1919 r. do marca 1920 r. był adiutantem dowódcy DOGen. Kielce, gen. Bolesława Roji, DOGen. Pomorze, Grupy Pomorskiej, 2 Armii i ponownie DOGen. Pomorze. 19 sierpnia 1920 r. został zatwierdzony z dniem 1 kwietnia 1920 r. w stopniu kapitana, w piechocie, w grupie oficerów byłych Legionów Polskich. Dowódca kompanii 4 pułku piechoty od września 1920 r., a od grudnia tego samego roku mianowany oficerem łącznikowym komendy m. st. Warszawy w Wyższej Szkole Handlowej i Szkole Głównej Gospodarstwa Wiejskiego, równocześnie studiując w WSH (1920–1922), gdzie uzyskał dyplom w 1926 r.
3 maja 1922 r. został zweryfikowany w stopniu kapitana ze starszeństwem z 1 czerwca 1919 r. i 208. lokatą w korpusie oficerów piechoty, a jego oddziałem macierzystym był nadal 4 pp Leg. W 1923 roku pełnił służbę w 20 pułku piechoty w Krakowie. 23 października tego roku został przydzielony do Wojskowego Instytutu Naukowo–Wydawniczego w Warszawie na stanowisko kierownika referatu wydawnictw. 1 grudnia 1924 r. został mianowany majorem ze starszeństwem z 15 sierpnia 1924 r. i 44. lokatą w korpusie oficerów piechoty. Później został przeniesiony z korpusu oficerów piechoty do korpusu oficerów administracyjnych, grupa kancelaryjna. W kwietniu 1926 został szefem Wydziału II Wydawniczego WINW w Warszawie. Z dniem 29 lutego 1932 r. został przeniesiony w stan spoczynku. Po zwolnieniu z czynnej służby wojskowej został dyrektorem Głównej Księgarni Wojskowej. Jednocześnie był członkiem Zarządu Głównego  Towarzystwa Wiedzy Wojskowej w latach 1924–1925, a w latach 1935–1937 zastępcą członka. W „Wojskowym Przeglądzie Wydawniczym” (wydawany od 1926 jako dodatek do „Bellony”) był redaktorem oraz wchodził w skład komitetów redakcyjnych „Przeglądu Piechoty” i „Przeglądu Wojskowego” (w latach 1929–1933). W 1934 r. pozostawał w ewidencji Powiatowej Komendy Uzupełnień Warszawa Miasto III, jako oficer stanu spoczynku administracji.
Podczas kampanii wrześniowej został 7 września 1939 r. przydzielony do stacji zbornej na terenie warszawskiej cytadeli, potem został d-cą ochotniczego II batalionu 2 pułku piechoty „Obrony Pragi” (późniejszy 336 pułk piechoty). Uczestnik obrony Warszawy. Po kapitulacji podjął działalność konspiracyjną od października 1939 w szeregach SZP/ZWZ/AK. Początkowo współorganizator i pierwszy d-ca obwodu SZP W-wa Żoliborz, następnie szef Oddziału VII (Biuro Finansów i Kontroli) w Dowództwie Głównym SZP, KG ZWZ/AK. Rozkazem KG ZWZ nr L.1/BP z 1 lipca 1940 r. mianowany ppłk. piech. Poległ 3 sierpnia 1944 r. podczas powstania warszawskiego przy ul. Leszno 24. Pochowany na Cmentarzu Wojskowym na Powązkach w Warszawie (kwatera A 25-8-1).
19 listopada 1920 r. dowódca Okręgu Generalnego Kielce zezwolił mu na zawarcie związku małżeńskiego z Zofią Aleksandrą Wołoszyńską z Kielc.

## Ordery i odznaczenia
- Krzyż Złoty Orderu Wojennego Virtuti Militari (pośmiertnie, 2 października 1944)[22]
- Krzyż Srebrny Orderu Wojskowego Virtuti Militari nr 5920[23]
- Krzyż Niepodległości (4 lutego 1932)[24]
- Krzyż Kawalerski Orderu Odrodzenia Polski (28 kwietnia 1926)[25]
- Krzyż Walecznych (czterokrotnie, po raz trzeci i czwarty we wrześniu 1944)
- Złoty Krzyż Zasługi (1938)
- Srebrny Wawrzyn Akademicki (5 listopada 1935)[26]
- Odznaka Pamiątkowa Więźniów Ideowych